# Ignác Jan Hanuš

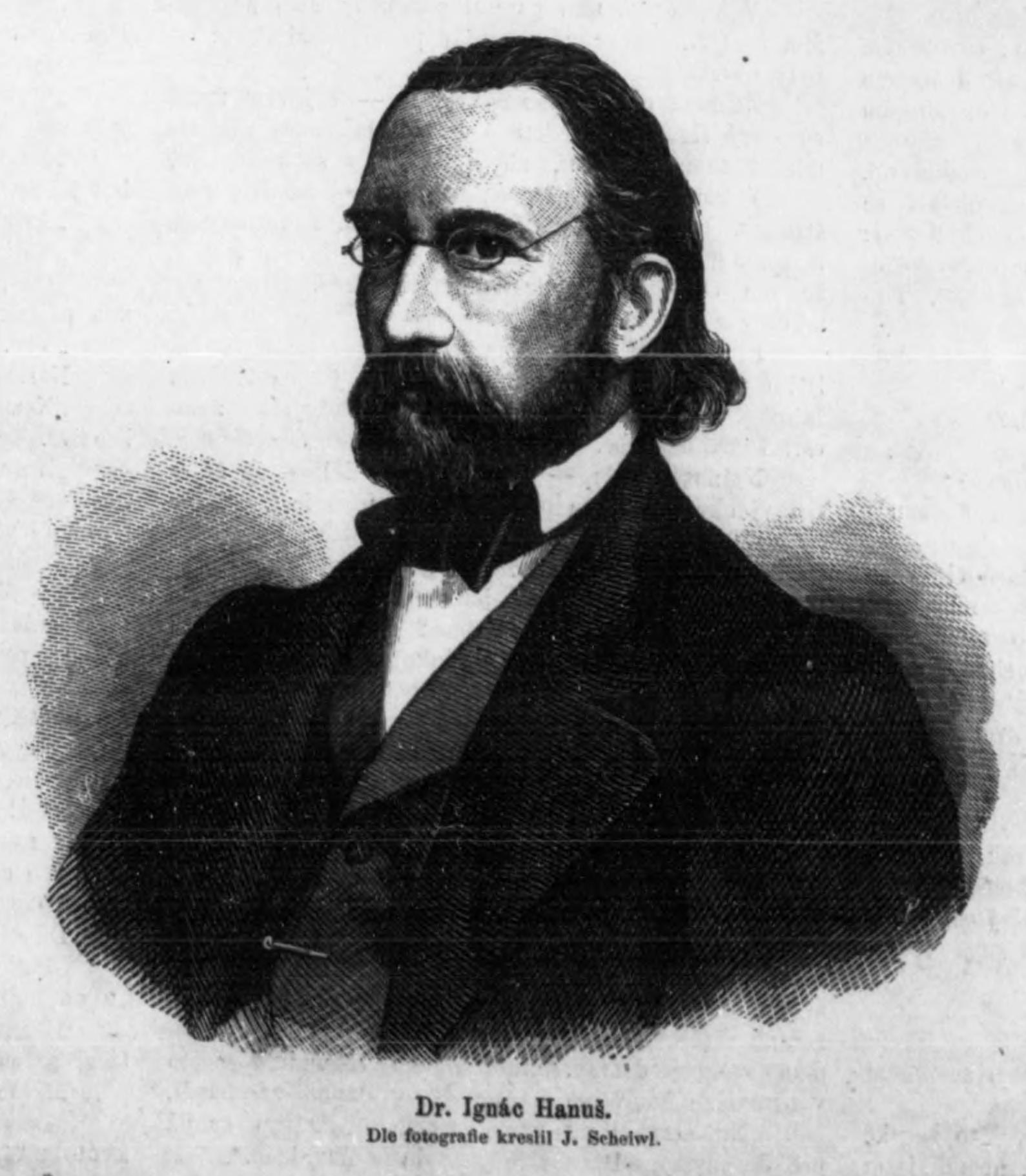
Ignác Jan Hanuš (1869)

Ignác Jan Hanuš (* 28. November 1812 in Prag; † 
19. Mai 1869 in Prag) war ein Slawist und Philosoph.
Hanuš widmete sich, durch Hegels Schriften angezogen, der Philosophie. Er  wurde 1838 ordentlicher Professor der Philosophie an der Universität Lemberg. 1847 wurde er Professor an der Universität in Olomouc. 1849 ging er nach Prag. 1852 wurde er seiner Professur enthoben und erst 1860 als Vorstand der Universitätsbibliothek wieder angestellt.

## Werke
- Handbuch der philosophischen Ethik. Lemberg 1846
- Grundzüge der Metaphysik. Lemberg 1845
- Handbuch der Erfahrungsseelenlehre. Brünn 1849 (3. Aufl.)
- Handbuch der Logik. Brünn 1843, 2. Aufl., Prag 1850
- Geschichte der Philosophie bis zur Schließung der Philosophenschulen unter Justinian. Olmütz 1850
- Vorlesungen über die Kulturgeschichte der Menschheit. Brünn 1849
- Wissenschaft des slawischen Mythus. Lemberg 1842
- Über die altertümliche Sitte der Angebinde bei Deutschen, Slawen und Litauern. Prag 1855
- Die latein-böhmischen Osterspiele des 14. u. 15.Jahrhunderts. 1863
- Das Schriftwesen und Schrifttum der böhmisch-slowenischen Völkerstämme. 1867
- Die gefälschten böhmischen Gedichte aus den Jahren 1816-49. 1868
- Quellenkunde und Bibliographie der böhmisch -slowenischen Literatur. 1868